# Copidosoma cyaneum
Copidosoma cyaneum är en stekelart som beskrevs av Hoffer 1970. Copidosoma cyaneum ingår i släktet Copidosoma och familjen sköldlussteklar.
Artens utbredningsområde är:
- Tjeckien.
- Danmark.
- Finland.
- Frankrike.
- Ungern.
- Sverige.
- Kroatien.

Inga underarter finns listade i Catalogue of Life.